# Marie Garay
Pour les articles homonymes, voir Garay.
Marie Garay, née le 11 avril 1861 à Saint-Pierre-d'Irube et morte le 3 décembre 1953 à Biarritz, est une peintre française.

## Biographie
Marie Garay est la fille de Pierre Garay, instituteur, et de Catherine Léonie Lalanne.
Élève d'Achille Zo et de Léon Bonnat, elle expose au Salon à partir de 1884.
Elle est la seule représentante féminine de l'École bayonnaise au style réaliste et naturaliste.
Elle meurt à l'âge de 92 ans à Biarritz.

## Galerie

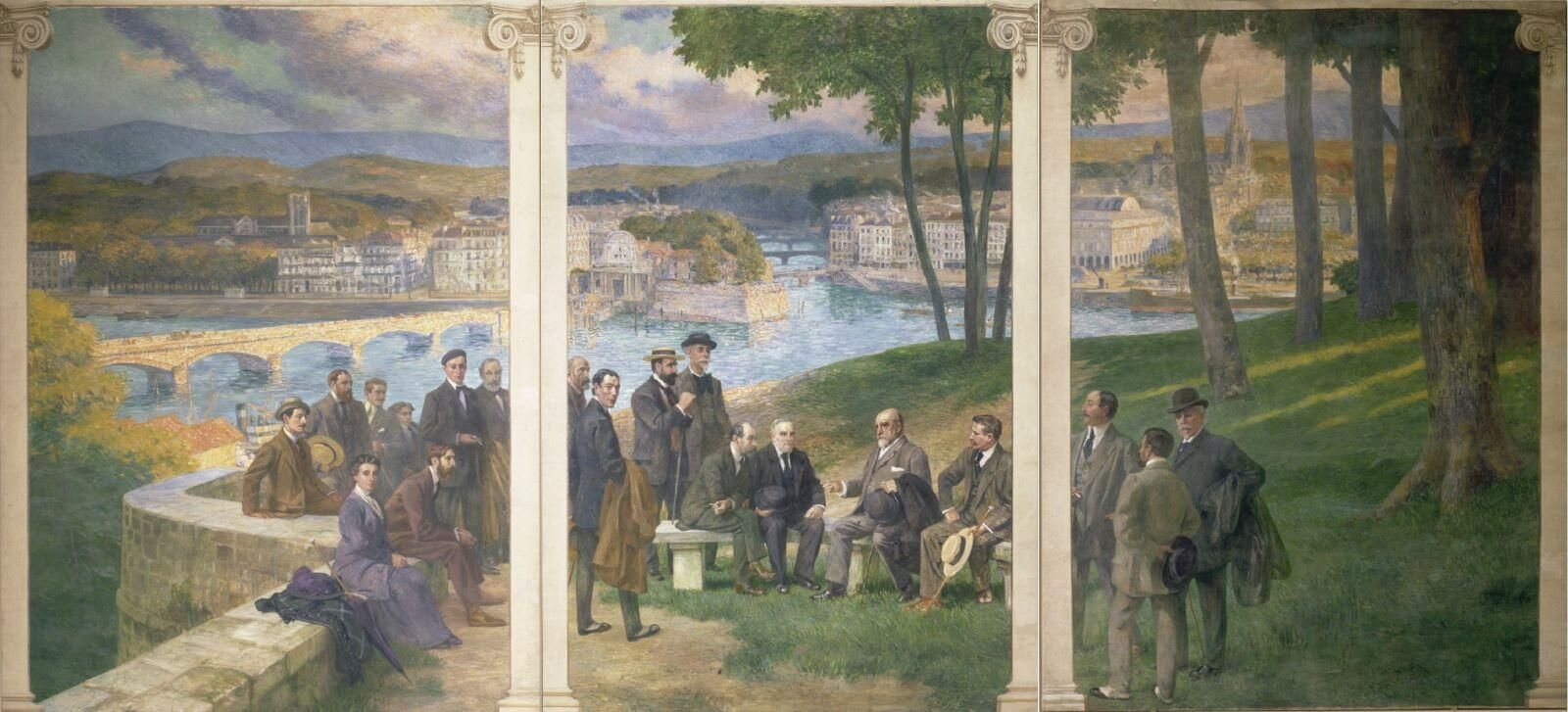
Bonnat et ses élèves basques et béarnais.